# Omomiłek pontyjski
Omomiłek pontyjski (Cordicantharis longicollis) – gatunek chrząszcza z rodziny omomiłkowatych i podrodziny Cantharinae.

## Taksonomia
Gatunek ten opisany został po raz pierwszy w 1859 roku przez Hellmutha von Kiesenwetter pod nazwą Telephorus longicollis.

## Morfologia
Chrząszcz o wydłużonym ciele długości od 10 do 13 mm. Głowę ma czarną z żółtoczerwonymi narządami gębowymi i nadustkiem. Nitkowate czułki mają nasadowe człony częściowo lub całkowicie pomarańczowe, dalsze zaś ciemniej ubarwione. Przedplecze jest pomarańczowe lub żółtoczerwone, lekko prześwitujące, w przybliżeniu tak długie jak szerokie, o wypukłej krawędzi przedniej, zaokrąglonych kątach przednich, niemal prostych brzegach bocznych i niewystających kątach tylnych. Pokrywy są czarne, u świeżych okazów niekiedy z lekkim odcieniem niebieskim. Kolorystka odnóży jest pomarańczowa z ciemniejszymi stopami. Genitalia samca odznaczają się edeagusem o niezmodyfikowanej, pozbawionej obrzeżenia tarczce grzbietowej.

## Ekologia i występowanie
Owad ten zasiedla obszary otwarte i półotwarte oraz świetliste lasy, zwłaszcza na terenach górskich. Osobniki dorosłe obserwuje się od kwietnia do czerwca.
Gatunek palearktyczny o pontomedyterraneńskim typie rozsiedlenia. Znany jest z Austrii, Włoch, Malty, Polski, Czech, Słowacji, Węgier, Ukrainy, Rumunii, Bułgarii, Chorwacji, Bośni i Hercegowiny, Serbii, Czarnogóry, Albanii, Grecji oraz azjatyckiej części Turcji.
Wszędzie jest rzadki i podawany z nielicznych stanowisk, przypuszczalnie wskutek wąskiego zakresu tolerancji ekologicznej. W Polsce stwierdzony został jedynie w I połowie XX wieku w Beskidach Wschodnich w okolicach Przemyśla.  Na „Czerwonej liście zwierząt ginących i zagrożonych w Polsce” umieszczony jest jako gatunek o niedostatecznie rozpoznanym statusie (DD). 